# Притча о купце, ищущем хорошего жемчуга
Притча о купце, ищущем хорошего жемчуга – одна из притч Иисуса Христа о Царствии Небесном, содержащаяся в Евангелии от Матфея:

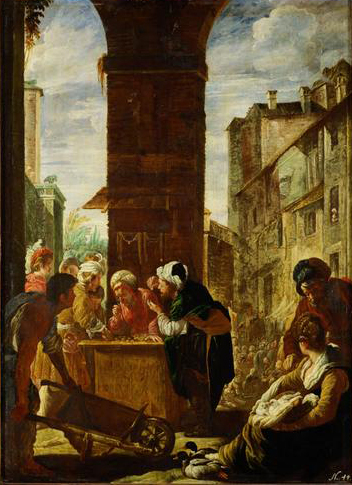
Доменико Фетти. Притча о драгоценой жемчужине. XVII в.

Ещё подобно Царство Небесное купцу, ищущему хороших жемчужин, который, найдя одну драгоценную жемчужину, пошёл и продал всё, что имел, и купил её.
— Мф . 13:45-46

## Богословское толкование
В продолжении притч о Царствии Небесном, рассказанных Христом у Галилейского озера, а затем в доме ученикам, Иисус даёт ещё одну, о купце и драгоценной жемчужине, схожую с притчей о сокровище, скрытом на поле.
Жемчуг ценился с древности и современники Христа готовы были отдать многое чтобы обладать лучшей жемчужиной, потому хорошо понимали данный им образ. Подобно множеству жемчужин, в мире много знаний и премудростей, но «познание о Спасителе, священнодействие Его страдания и тайна Его воскресения» покрывает всё, «по сравнению с ней все дешевеет».
Царство Небесное уподобляется Христом драгоценной жемчужине, для приобретения которой необходимы «отречение от мира и смерть и крест...» ибо совершенная награда требует совершенной цены: «если хочешь быть совершенным, пойди, продай имение твое и раздай нищим; и будешь иметь сокровище на небесах» (Мф. 19:21).
Святитель Феофилакт Болгарский, рассуждая о притче, даёт приведенным в ней образам следующие значения:
- «Купец» – тот, который ищет приобрести какое-либо знание в море, которое есть жизнь.
- «Многие жемчужины» – мнения многих мудрецов. Блаженный Иероним видел в добрых жемчужинах – закон и пророков[5].
- «Одна драгоценная жемчужина» – истина, Христос, единственно многоценное.

Как о жемчуге повествуют, что он рождается в раковине, которая раскрывает черепицы, и в неё упадает молния, а когда снова затворяет их, то от молнии и от росы зарождается в них жемчуг, и потому он бывает очень белым - так и Христос зачат был в Деве свыше от молнии - Святого Духа. И как тот, кто обладает жемчугом и часто держит его в руке, один только знает, каким он владеет богатством, другие же не знают, так и проповедь бывает скрыта в неизвестных и простецах. Итак, должно приобретать этот жемчуг, отдавая за него все.

Архиепископ Аверкий (Таушев):

 
Смысл притчи тот же, что и в предшествующей: для приобретения Царства Небесного, как высочайшей драгоценности, необходимо пожертвовать всем, всеми благами, какими только обладаешь.

Притча о жемчуге (бисере) следует из уст Христа сразу за притчей о сокровище, скрытом на поле и имеет с ней определённые сходства и различия:
Святитель Иоанн Златоуст:

…сходны две притчи о сокровище и о бисере. Обеими этими притчами показывается то, что проповедь должно всему предпочитать. В притчах о закваске и о горчичном зерне говорится о могуществе проповеди и о том, что она совершенно победит вселенную. Настоящие же притчи показывают важность и многоценность проповеди. Подлинно она расширяется подобно горчичному дереву, превозмогает, подобно закваске, многоценна как бисер и доставляет бесчисленные удобства, подобно сокровищу.

Б.И. Гладков:

…в первой притче говорится о внезапном, неожиданном обретении сокровища, а во второй – об обретении драгоценной жемчужины после долгого искания вообще хороших жемчужин... Примером искавших истину и нашедших её только в учении Христа может служить святой Иустин Философ: в сочинении своем «Разговор с Трифоном-иудеем» он говорит, что, будучи ещё язычником, он изучил все философские системы того времени и особенно увлекался учением Платона, но все его знания не давали ему ответа на интересовавшие его вопросы о Боге, о душе, её бессмертии и прочем, пока один старец (по преданию, святой Поликарп) не рассказал ему об Иисусе Христе…

Важные грани в понимании притчи отмечаются о. К. Пархоменко:

Смысл притчи в том, что Царство Небесное столь ценно, что нужно поспешить пожертвовать всем, чтобы приобрести его!
Парадокс: Царство Небесное нельзя купить, оно дается даром. Почему же здесь, в словах Иисуса, отчетливо слышится тема покупки? Не случайно! У иудеев во времена Христа была похожая притча, которая уподобляет исход Израильского народа из Египта купцу, который пошёл в далекую страну и нашёл сокровище. Там нашёл, здесь – купил. Иисус намеренно вкладывает в свою притчу тему покупки, чтобы показать, что достижение Его учениками Царства Небесного, возможно, будет связано и с материальными затратами, и с потерей всего своего имущества…
Сегодня Господь не требует от нас расстаться со своим имуществом. Но такое требование может прозвучать в любую минуту, и важно, чтобы христианин был к нему готов. Все отдать, всем пожертвовать, отказаться от зримого и материального для приобретения невидимого и обещанного. Может быть, пожертвовать самой жизнью своей, но не бойся – ты приобретешь большее…
Всякому ли человеку может открыться подлинное сокровище? Спаситель так не считает. У нас изначально герой рассказа не простой человек, а купец, более того, сказано, что это человек, ищущий хороших жемчужин. Это важное добавление. Оно показывает, что человек не должен быть невнимательным в своей жизни, не должен ждать, что само собой ему откроется, что есть истинная ценность и подлинный смысл жизни. Необходимо искать этих ответов, жаждать и алкать ответов на насущные вопросы о Боге и мире.

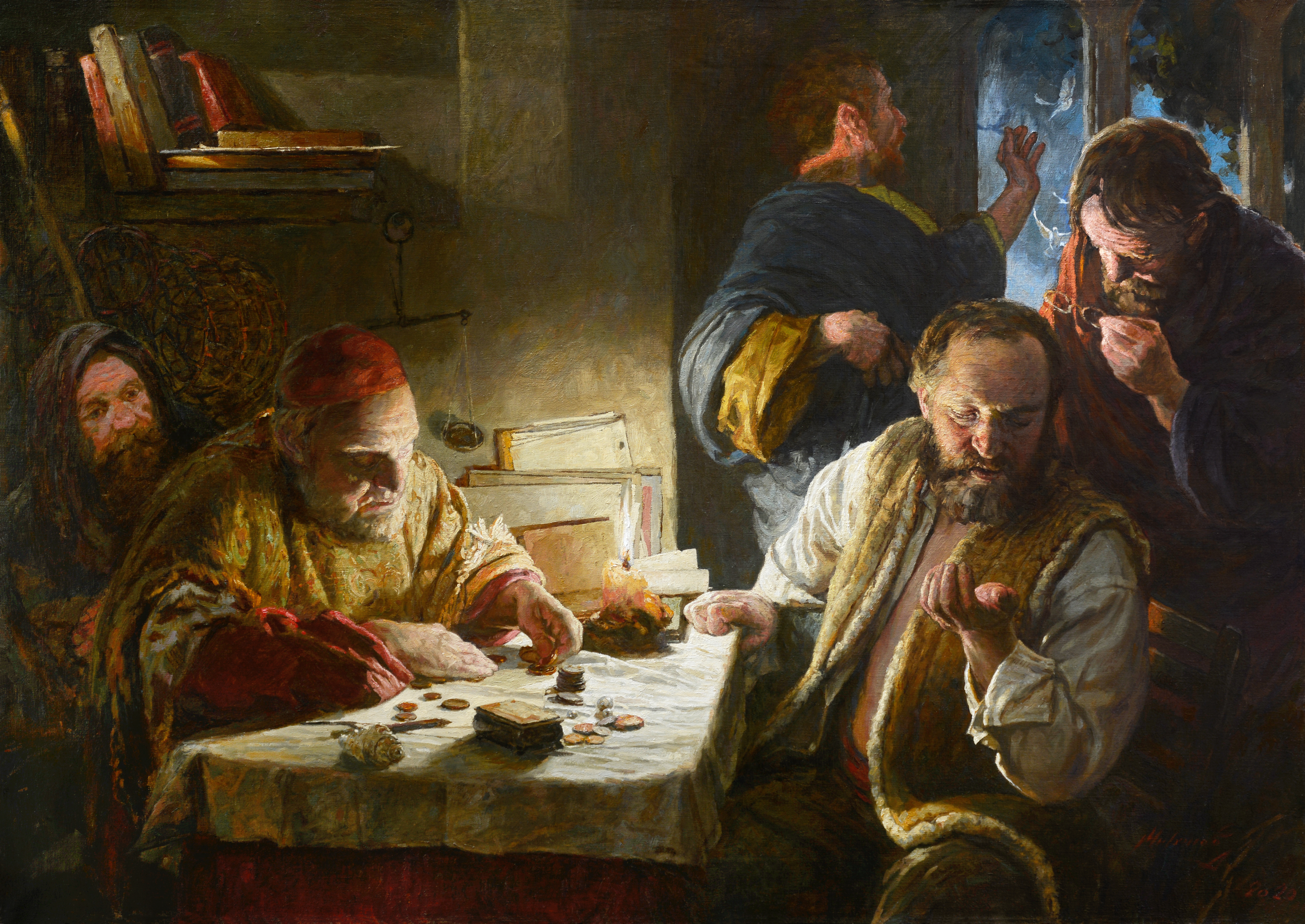
Притча о купце и жемчужине. XXI в.